# Miss nostalgia
Miss nostalgia è il quindicesimo album in studio del gruppo musicale italiano Stadio, pubblicato il 12 febbraio 2016 dalla Universal Music Group.
Il disco contiene il brano Un giorno mi dirai, con cui il gruppo ha vinto il Festival di Sanremo 2016.

## Tracce
1. Miss nostalgia (Saverio Grandi, Gaetano Curreri)
2. Un giorno mi dirai (testo: Saverio Grandi – musica: Saverio Grandi, Gaetano Curreri, Luca Chiaravalli)
3. Tutti contro tutti (feat. Vasco Rossi) (Saverio Grandi, Gaetano Curreri)
4. Ti sto ancora cercando (Saverio Grandi, Gaetano Curreri)
5. Rimini (Vincenza Casati, Gaetano Curreri)
6. Perché (Alberto Pioppi, Andrea Fornili)
7. Copriti che fuori piove (Alberto Pioppi, Andrea Fornili)
8. Gioia infinita (Saverio Grandi, Gaetano Curreri)
9. Anna che non si volta (Saverio Grandi, Gaetano Curreri)
10. Domani (Saverio Grandi, Gaetano Curreri)
11. Noi come voi (Lucio Dalla, Gaetano Curreri)
12. L'autunno ti dona (Giorgio Riccardo Galassi, Gaetano Curreri)

## Formazione
Gruppo
- Gaetano Curreri – voce, tastiera
- Andrea Fornili – chitarra
- Roberto Drovandi – basso
- Giovanni Pezzoli – batteria

Altri musicisti
- Fabrizio Foschini – pianoforte
- Lucio Dalla – sassofono (traccia 11)
- Fabio Barnaba – pianoforte (traccia 12)
- Solis String Quartet – strumenti ad arco (traccia 12)

## Classifiche
| Classifica (2016) | Posizione massima |
| ----------------- | ----------------- |
| Italia            | 3                 |